# Erasinus gracilis
Erasinus gracilis är en spindelart som beskrevs av Peckham, Peckham 1907. Erasinus gracilis ingår i släktet Erasinus och familjen hoppspindlar. Inga underarter finns listade i Catalogue of Life.